# Fricativa lateral alveolar eyectiva
La fricativa lateral alveolar eyectiva es un sonido consonántico no pulmonar usado en algunos idiomas hablados, su símbolo en el alfabeto fonético internacional es una fricativa lateral alveolar sorda ⟨ɬ⟩ pero con un apóstrofo con el que cuentan los sonidos eyectivos, el símbolo del X-SAMPA es (K_>)

## Características
- Es una consonante fricativa, lo que significa que su sonido se genera en la boca por las vibraciones de una turbulencia causada por la corriente del aire expulsado.
- Su punto de articulación es alveolar , lo que significa que se articula con la punta o la hoja de la lengua en la cresta alveolar, denominada respectivamente apical y laminal.
- Es una consonante lateral, lo que significa que se produce al dirigir la corriente de aire sobre los lados de la lengua, en lugar de hacia el medio.
- Su tipo de fonación es sorda, lo que significa que se produce sin vibraciones de las cuerdas vocales.
- Es una consonante oral, lo que significa que se permite que el aire escape a través de la boca, no por la nariz.
- El mecanismo de la corriente de aire es eyectivo (egresivo glótico), lo que significa que el aire es expulsado al bombear la glotis hacia arriba.

## Ocurre en
[ɬʼ] ocurre en el idioma protosemítico reconstruida .

| Idioma     | Idioma     | Palabra   | AFI         | Significado | Notas |
| ---------- | ---------- | --------- | ----------- | ----------- | ----- |
| Adigué     | Adigué     | лIэшIэгъу | [ɬʼaʃʼaʁʷə] | 'siglo'     |       |
| cabardiano | cabardiano | плӀы      | [pɬʼə]ⓘ     | 'cuatro'    |       |
| Tlingit    | Tlingit    | lʼook     | [ɬʼuːkʰ]ⓘ   | ‘pez’       |       |